# محمد بن عمرو الزرهوني
محمد بن عمرو الزرهوني، ولد بندرومة في 30 يونيو 1948. هو وزير جزائري سابق للاتصال (1994-1995) في الحكومة الجزائرية التي ترأسها مقداد سيفي في عهد الرئيس ليامين زروال.